# Sulyok Vince
Sulyok Vince (eredeti neve: Sklánicz Vince) (Ménfő, 1932. július 7. – Oslo, 2009. augusztus 9.) magyar könyvtáros, költő, író, műfordító.

## Életpályája
1952-ben érettségizett a győri Révai Miklós Gimnáziumban. 1952-1953 között az ELTE Jogtudományi Karán, majd a budapesti a Pedagógiai Főiskolán folytatott felsőfokú tanulmányokat. 1954-1956 között Egerben tanult magyar-orosz szakon. 1955-től tagja lett az Írószövetségnek. 1956-ban az Egri Tanárképző Főiskolán MEFESZ vezetőségi tagja volt. 1957-ben Jugoszláviába, majd Norvégiába emigrált. 1958-1963 között az Oslói Egyetemen tanult. 1964-től az oslói Egyetemi Könyvtár tudományos főmunkatársa, majd 1994-től főkönyvtárosa. 1969-től az Urál-altáji Intézet magyar nyelvi és irodalmi szemináriumát vezette. 1978-tól a Norvég Nagylexikon szerkesztője. 2007-ben a Radnóti Irodalmi Társaság tiszteletbeli tagjává választották.
Norvégra fordította Petőfi Sándor, Weöres Sándor, Illyés Gyula, József Attila, Konrád György műveit.

## Magánélete
1962-ben házasságot kötött Uhlyarik Évával. Két gyermekük született: Péter Zoltán (1963) és Anne-Cathrine (1970).

## Művei
- Rámdöntött világ (versek, 1958)
- Céltalan ég alatt (versek, 1961)
- Ungarns historie og kultur (tanulmány, 1994)
- Fényörvény életünk. Szubjektív válogatás 44 év verseiből (1997)
- Idillország kéklő ege. Huszadik századi dán költők antológiája (2002)
- Szegény ország. Saját versek és fordításomban külföldi költők versei, melyek az 1956-os magyar forradalommal kapcsolatosan íródtak; Magyar Napló, Bp., 2006
- Vérezni kezd a tenger. Versek; Argumentum, Bp., 2009

## Műfordításai
- Borisz Paszternak: Karácsonyi csillag (versek, Gömöri Györggyel, 1965)
- Vikingek az újvilágban (Helge Ingstad régészeti könyve, 1972)
- Moderne ungarsk lyrikk (antológia, 1975)
- Téli levél. Tizenkét norvég költő (antológia, 1976)
- A város metafizikája (Rolf Jacobsen versei, 1978)
- A cápák (Jens Bjørneboe regénye, 1981)
- Ellenfényben (Peter R. Holm versei, 1999)
- Jégcsapidő (Jan Erik Vold versei, 2003)

## Díjai, kitüntetései
- A filozófia tudományok kandidátusa (1963)
- Petőfi-emlékérem (1972)
- Oslo város irodalmi díja (1975)
- Ady-emlékérem (1978)
- Bethlen Gábor-díj (1994)[1]
- Pro Cultura Hungarica-díj (1996)
- Árpád-érem (1997)
- Nagy Imre-emlékplakett (1999)
- Révai Miklós-érem (2000)
- Év Könyve-díj (2003)
- Partiumi Írótábor díja (2006)
- Hollandiai Mikes Kelemen Kör Irodalmi Figyelő Díja (2008)
- Ménfőcsanakért Emlékplakett (2009)